# リプパンはずし
リプパンはずしとは、パチスロ用語で、リプレイタイムのパンクを防ぐ打ち方のこと。広義ではリプレイタイム抽選状態のパンクを防ぐことも含まれる。

## 概要
2005年より導入が開始されたパチスロ5号機では、従来の4号機のようなボーナスストックによる意図的な連チャンが行えなくなったものの、小役も含めた全ての役にリプレイタイムを自由に付加することが認められたため、ビッグボーナスやチャレンジタイム終了後に長めのリプレイタイムを付加することにより、リプレイタイムでコインの減りを防ぎつつ次のボーナス当選を待つことで擬似的に連チャン状態を作り出すことが一般的となった。この際、一部の機種ではリプレイタイムの終了条件として「一定ゲーム数消化」「ボーナスフラグ成立（もしくはボーナス入賞）」といったものに加え、「特定の小役に入賞する」といったものが加えられた。
ここで重要なのが、「特定の小役に入賞する」条件でリプレイタイムが終了するためには「小役のフラグが成立しただけではなく、その小役が実際にリール上で揃って入賞する必要がある」という点。逆に言えば、終了条件となる小役を意図的に外して入賞させないようにすることで、リプレイタイムのパンク（＝終了）を防ぐことができるため、従来の4号機におけるリプレイはずしになぞらえる形で、パチスロ情報誌などで「リプパンはずし」という用語が使われるようになった。
5号機導入当初の保安通信協会（保通協）におけるパチスロ機の検定では、フリー打ちによる試打試験と「内部でフラグが成立した役は全て入賞したものとみなす」という条件でのシミュレーションを行うことが定められていたが、意図的に小役を取りこぼすという条件での試験は含まれていなかった。このため、意図的に小役の入賞を防ぐリプパンはずしの導入は保通協の検定をクリアしつつも機械割を高める方法として関係者の注目を集めた。特に小役の成立役告知とリプパンはずしを組み合わせた『ボンバーマンビクトリー』（サミー、2006年5月発売）の登場は業界に衝撃を与え、2006年後半以降多くの機種でリプパンはずしが導入される流れを作った。
ただリプパンはずしのためには目押しなど一定レベルの技術が必要になるほか、機種ごとにリプパンはずしの対象となる小役や方法が異なるため、当該機種に関する知識を持たない者がリプパンはずしを実践するのは非常に難しい。実際小役ナビでリプパンはずし対象役がナビされた場合に、通常の小役ナビと同じに考えて小役を揃えてしまい、せっかくのリプレイタイムをパンクさせてしまう初心者も少なくなかった（店によっては台に注意書きを掲示しているところもあるが、ほとんどの店では注意書きは無い）。そのため「パチスロ初心者にはハードルが高すぎる」として、リプパンはずしに否定的な見解を示す者もいる。
また、リプパンはずしによる機械割の向上は、主に警察関係者から「実質的に保通協の検定を骨抜きにするもの」という批判の声も多かったことから、警察庁では型式試験時の内規を改定し、2007年9月以降に保通協への検定申請が行われた機種については「最も出玉率が高くなる遊技方法で試験を行う」こととなった。これによりリプパンはずしを搭載する機種は減少傾向となり、現在導入されている機種に同機能を搭載したパチスロ機はほとんど存在しない。

## 分類

### リール制御を利用したリプパンはずし
パンク役を出現させないために、逆押しや空回しなどのリール制御を用いてリプレイタイムを延命する。
具体例
- キューティーハニー（エレコ）
パンク役（チェリー）入賞を演出で察知し、右リール・中リールに特定図柄がテンパイした場合、左リールを空回しして[2]停止させることで入賞を回避する。
- ナースウィッチ小麦ちゃんマジカルて（JPS）
順押しでスイカを取りこぼすとその時点でリプレイタイムの残りゲーム数が2Gに書き換えられてしまう（事実上のパンク）ため、リプレイタイム中は逆押しでパンクを防ぐ。

### パンク役をナビするリプパンはずし
パンク役成立を何らかの方法で遊戯者に告知し、告知されたときにパンク役を避けてリールを止めることによってリプレイタイムを延命する。
この方法はさらに、「リプレイタイム中常時ナビがある」タイプと、「特定の状態にある時だけナビが発生し、それ以外の状態ではナビが出ない」タイプに分けられる。
具体例
- リングにかけろ1（銀座）
パンク役（青チェリー）成立時には「チャンス」の声と筐体左側のランプが点滅が発生するので、左リールの青チェリーを避けて入賞しないようにする。この機種の場合、パンク役のナビはリプレイタイム終了まで続く。
- 赤ドン（ミズホ）
ボーナス中のミニゲームで獲得したナビ回数分だけ、チャレンジゾーン中のパンク役（3色のチェリー、この機種の場合リプレイ低確率のリプレイタイム突入役となる）成立時に、画面上に成立したチェリーの色がナビされる。チェリーを外しつつ、ドンちゃんゲーム（30ゲームのリプレイタイム）突入役となる三尺玉の成立を待つゲーム性で、ドンちゃんゲーム1回につきナビが1回分消費される。